# 소닉 더 헤지혹의 등장인물 목록
소닉 더 헤지호그는 세가 제네시스로 나온 소닉 더 헤지호그에서 의인화된 고슴도치인 소닉 더 헤지호그의 모습을 보여주면서 시작되었다. 주적은 닥터 에그맨으로, 로봇들을 만들어 세계를 지배하려 한다. 소닉 더 헤지호그 2에서는 테일즈라는 여우를 소개 시킨다. 소닉 CD에서는 에이미 로즈라는 여자 캐릭터를 선보였으며, 소닉 더 헤지호그 3에서는 너클즈 디 에키드나를 선보여 라이벌 및 친구 선상에 추가 시켰다.
이 시리즈는 다른 캐릭터도 선보였는데, 섀도 더 헤지호그나 크림 더 래빗, E-123 오메가나 메탈 소닉이 그 예다. 또한 인간 캐릭터도 선보여졌는데, 제랄드 로보트닉이나 마리아 로보트닉이 그 예시다. 그 외에 가상의 캐릭터인 챠오나 위스프가 그 예시본이다.
소닉 게임들은 아치 코믹스가 만든 소닉 만화과는 약간 다른 모습의 양식을 보이지만, 캐릭터의 중복성을 상당히 보여준다.

## 캐릭터

### 소닉 더 헤지호그
소닉 더 헤지호그는 이 시리즈의 메인 캐릭터이자 트레이드 마크이다. 알렉스 키드를 대신해 슈퍼 마리오의 주적이 되었으며, 그의 첫 게임은 1990년 아케이드 시장에 나온 래드 모빌이었고, 이후 1991년에 정식 게임인 소닉 더 헤지호그가 나왔다. 그의 가장 큰 장점은 빠른 속도로, 세계에서 가장 빠른 고슴도치로 알려져 있다. 7개의 에메랄드로 슈퍼 소닉이 될 수 있다.
성우는 일본판으로 카네마루 준이치, 북미판으로 로저 크레이그 스미스.

### 닥터 에그맨
닥터 에그맨은 소닉 더 헤지호그 (시리즈)의 주요 악당으로, 소닉 더 헤지호그 (1991년 비디오 게임)에서부터 등장하였다. 소닉이 태어나서 거주하고 있는 공간에서 자신의 야망을 이루려고 작은 동물들을 에너지원으로 생산하려는 괴짜 박사로 소닉 일행을 괴롭히는 재미로 살고 있다. 세계 정복이라는 자신의 야망을 번번히 저지하는 소닉과 그의 친구들에게 패하면서도 자신의 의지를 굽히지 않으며 메카 로봇들을 만들고 있다.
일본어로는 닥터 에그맨, 영어로는 닥터 로보트닉으로 불리고 있다.(소닉 더 헤지호그 2로부터 이 이름이 사용되었다.)
성우는 일본판으로 나카무라 코타로,북미판으로 마이크 폴록.
세가가 알렉스 키드를 대신할 캐릭터를 만들 때, 미합중국 대통령 시어도어 루즈벨트를 본딴 캐릭터가 만들어졌는데 이 캐릭터가 닥터 에그맨의 기초가 된다.
추신:IQ는 300이다.

### 마일즈 "테일즈" 프라우어
마일즈 프라우어 또는 닉네임 테일즈는 소닉의 조력자이자 가장 친한 친구이다. 두 꼬리를 가지고 있으며, 그의 이름은 "Miles Per Hour(마일즈 퍼 아워)"에서 유래되었다. 그는 두 꼬리를 프로펠러 삼아 날아다닐 수 있고 이는 단시간에 지속된다. 그의 원래 컨셉트는 소닉 2플레이어 모드에서 그의 적이 되고자 하였으나 게임기어 판 소닉 2에서 나오면서 그의 첫 등장이 시작된다. 이후 소닉 더 헤지호그 2에서 그를 사용할 수 있게 되었고 그 뒤의 거의 모든 게임에 등장하였다.
테일즈는 자신만 나오는 게임들에서도 플레이 되었는데, 테일즈 스카이패트롤과 테일즈 어드벤쳐가 이에 속한다. 테일즈는 IQ가 매우 높기로 알려져 있다.
성우는 일본판으로 히로하시 료,북미판으로 콜린 오쇼너시.
그리고 절대 안죽는다.

### 에이미 로즈
에이미 로즈 (エミー・ローズ Emī Rōzu)는 자신을 소닉의 여자친구라고 믿는 소닉 시리즈의 캐릭터다. 그녀의 첫 등장은 소닉 CD에서부터였는데, 메탈 소닉에게 잡힌 아이로 소개되었다. 처음에는 아치 코믹스의 샐리 공주라고 소개 되었지만 소닉 드리프트에서부터 그녀는 에이미 로즈라고 불리게 되었다. 다른 캐릭터들과 다르게 "피코 피코 해머"를 쓴다.
성우는 일본판으로 카와타 다에코,북미판으로 신디 로빈슨.

### 메탈 소닉
메탈소닉(メタル・ソニック Metaru Sonikku)은 소닉의 몸을 로봇으로 만든 캐릭터다. 그의 제작자는 닥터 에그맨으로, 첫번째 등장작은 소닉 CD이다. 그는 '소닉을 무찌르고 내가 미래를 차지할 수 있게 과거를 지배하라'라는 지령을 받고 과거로 떠난다. 하지만 스타더스트 스피드웨이에서 패하고 부서지게 된다. 하지만 이후 소닉 더 헤지호그 4: 에피소드 2에서 개조하여 재등장했으나 다시 망가지고 만다.
성우는 일본판으로 카네마루 준이치,북미판으로 라이언 드러먼드.(소닉 히어로즈 한정)

### 너클즈 디 에키드나
너클즈 디 에키드나(ナックルズ・ザ・エキドゥナ Nakkurusu Za Ekiduna)는 소닉의 친구이자 라이벌 관계이다.소닉 더 헤지호그 3에서 처음 등장해 소닉과 잠시 싸웠다. 그의 임무는 에키드나 부족의 마지막 존재로서 마스터 에메랄드를 지켜내야 한다.
사용가능한 기술은 일반적으로 글라이딩과 암벽타기, 발톱 사용하기가 있다.
성우는 일본판으로 칸나 노부토시, 북미판으로 트레비스 월링햄.

### 에그 로보
에그 로보는 (エッグロボ Eggurobo)는 닥터 에그맨과 비슷한 형상을 한 휴머노이드 로봇이다. 소닉&너클즈의 스카이 생츄어리 존에서 처음 나타났으며 너클즈의 이야기에서는 닥터 에그맨 대신 등장하는 보스로 나타난다. 이후 소닉 R과 소닉 어드벤처 2에서 플레이할 수 있다.

### 팽 더 스나이퍼
팽 더 스나이퍼 또는 내크 더 위즐은 소닉&테일즈 2이라는 게임에서 소닉을 방해하는 족제비로 알려져 있다. 내크는 카오스 에메랄드를 훔치려고 하는데 다른 캐릭터들과 달리 카오스 에메랄드의 능력에 대해 모르고 있고 그냥 돈을 벌기 위해 팔려고 한다.

### 카오틱스 탐정단
팀 카오틱스로 알려진 벡터 더 크로커다일, 에스피오 더 카멜레온, 챠미 비 그리고 "마이티 더 아르마딜로"로 구성된 탐정단은 소닉과 나름대로 친근한 관계를 갖고 있는 것처럼 보이며, 소닉 히어로즈에서 서로 힘을 합쳐서 어렵지 않게 메탈 소닉을 물리칠 수 있었다. 이 셋은 소닉 제너레이션즈에서도 역시 힘을 보태어 준다. 너클즈 카오틱스에서 주요 인물들로 등장한다.

#### 벡터 더 크로커다일
벡터 더 크로커다일(ベクター・ザ・クロコダイル Bekutā Za Kurokodairu)은 카오틱스 탐정단의 회장이지만, 거만하고 게으른 성격을 가지고 있다. 그는 착한 성격과 정의에 대한 열망을 가지고 있으며, 돈을 밝히지 않아 카오틱스 탐정단을 일시적으로 부도를 내게 한다. 공격이 매우 세며 그의 주둥이가 가장 큰 공격 수단이다. 
벡터 더 크로커다일은 소닉 더 헤지호그 개발 당시에 밴드로 소닉 더 헤지호그 (캐릭터)와 함께 나올 예정이었으나, 이후 취소되었다. 모든 마리오 & 소닉 올림픽 시리즈에서 사용가능하다.
성우는 일본판으로 미야케 켄타,북미판으로 키스 실버스틴.

#### 에스피오 더 카멜레온
에스피오 더 카멜레온(エスピオ・ザ・カメレオン Esupio Za Kamereon?)은 닌자로서 가장 조용한 성격의 등장인물이다. 그는 자신의 기술에 만족하며, 수양을 목표로 한다. 그의 주요 기술은 은닉으로, 재채기 등으로 이를 막을 수 있다. 
에스피오 더 카멜레온의 첫 등장은 너클즈 카오틱스로, 이후 소닉 히어로즈와 소닉 라이벌즈 2에서 등장하였으며 마리오 & 소닉 올림픽 시리즈에서 심판을 담당하고 있다.
성우는 일본판으로 마스다 유우키,북미판으로 매튜 머서.

#### 챠미 비
챠미 비는 세가 32X로 나온 너클즈 카오틱스에서 처음 출연한 캐릭터로, 의인화된 벌의 모습을 하고 있다. 마리오와 소닉 베이징 올림픽 이후 모든 게임에서 심판을 담당하고 있다.
성우는 일본판으로 텟포즈카 요코,북미판으로 콜린 오쇼너시.

#### 마이티 디 아르마딜로
마이티 디 아르마딜로(일본어:マイティー・ザ・アルマジロ Maitī Za Arumajiro)는 세가소닉 더 헤지호그에서 처음 나온 의인화된 아르마딜로이며, 이후 32X 게임인 너클즈 카오틱스에서도 출연한다. 소닉 히어로즈에서는 마이티를 제외한 카오틱스 전부가 나오고, 소닉 제너레이션즈에는 레이 더 플라잉 스쿼럴과 함께 찾는 문서가 부착되어 있다.

### 빅 더 캣
빅 더 캣은 소닉 더 헤지호그 시리즈의 소닉 어드벤처에서 나온 의인화된 고양이다. 뚱뚱하고 보란 형상을 하며 그의 친구 개구리와 함께 낚시를 하러 나가는 것이 취미이다.
성우는 일본판으로 나가사코 타카시,북미판으로 존 세인트 존.

### 카오스
카오스 에메랄드를 흡수하여 더 강해지는 강력한 몬스터.

### 오모차오
오모차오는 소닉 어드벤처 2부터 등장한 게임 가이드 캐릭터로, 기본기만을 가르쳐주는 로봇이다.
마리오와 소닉 밴쿠버 동계 올림픽에도 등장하였는데, 플레이어가 어디로 가야 하는지를 알려주기도 한다.
소닉 어드벤처 2에서 소닉이나 섀도우의 스테이지를 플레이할 때, 오모차오를 든 상태로 골 링을 통과하면 오모차오가 정보가 아닌 다른 대사를 하는 이스터에그가 있다.
성우는 일본판으로 코자쿠라 에츠코,북미판으로 로라 베일리.

### 섀도 더 헤지호그
섀도 더 헤지호그는 제럴드 로보트닉이 만든 궁극의 생명체로, 군의 음모에 의해 침탈받았으며, 마리아의 도움으로 50년 동안 봉인되어 있었다. 몇 십년 후 닥터 에그맨은 아이언 게이트에서 그 봉인을 풀었으며 이후 범죄를 저지르는 섀도우 더 헤지호그로 인해 소닉은 오해를 받아 엉뚱하게도 감옥에 갇혔다.성우는 일본판으로 유사 코지,북미판으로 커크 손턴.

### 제랄드 로보트닉
제랄드 로보트닉(プロフェッサー・ジェラルド・ロボトニック Purofessā Jerarudo Robotonikku)은 닥터 에그맨과 마리아 로보트닉의 할아버지다. 50년 전, G.U.N.의 지원을 받으며 섀도 더 헤지호그를 만들어 낸다. 등장하는 게임은 소닉 어드벤처 2와 섀도 더 헤지호그 (게임)이다.
성우는 일본판으로 故 오오츠카 치카오,북미판으로 마이크 폴록.

### 마리아 로보트닉
마리아 로보트닉(マリア・ロボトニック Maria Robotonikku)은 소닉 어드벤쳐 2와 섀도 더 헤지호그의 회상에서 자주 나타나는 인물이다. 그녀는 제럴드 로보트닉의 손녀이자 닥터 에그맨의 친척이다. 그녀는 "NIDS"라는 불치병에 걸리고 섀도 더 헤지호그를 만나게 된다. 하지만 실험이 진행되고 관계가 깊어질때, G.U.N.대원들이 나타나 그녀를 쏴죽인다. 그녀가 죽기 직전, 그녀는 섀도 더 헤지호그를 포드에 넣고 알 수 없는 유언을 한다. 이후로 섀도 더 헤지호그의 기억 때문에 지구를 파멸시키거나 살리기도 한다. 멀티 플레이어에서 사용가능하다.

### 크림 더 래빗과 챠오
소닉의 친구인 6살의 소녀인 크림 더 래빗은 소닉 어드밴스 2에서 처음 나와 자신의 어머니인 바닐라 더 래빗을 구하고자 한다. 또한 소닉 러시에서 블레이즈와 서로 어울리기도 한다. 성우는 일본판으로 아오이 사야카,북미판으로 미셸 러프. 챠오는 카오스 에메랄드를 지키는 수호 정령으로 크림 더 래빗과 함께 지낸다.

### G.U.N. 사령관
G.U.N. 사령관(司令官 Shireikan)은 'Guardian Units of Nations (G.U.N.)'의 총사령관으로, 50년 전에 마리아 로보트닉과 친구가 되었으며 섀도 더 헤지호그의 탄생을 증언하였다. 소닉 어드벤처 2에서는 처음 섀도를 적으로 생각하지만 이후 그를 들여보내준다. 이후 소닉 크로니클즈에서 동료로 등장한다. 성우는 일본판으로 긴가 반조,북미판으로 마크 톰슨.

### 블레이즈 더 캣
블레이즈 더 캣은 다른 차원에서 소닉의 세계로 끌려 온 공주로 소닉 러시에서 처음 등장한 의인화된 고양이다. 소닉이 카오스 에메랄드로 변하는 것과 비슷하게, 그녀는 그녀의 세계의 솔 에메랄드를 이용해서 버닝 블레이즈로 변신할 수 있다. 소닉 더 헤지호그: 넥스트 제너레이션라는 게임에서 실버 더 헤지호그와 함께 이블리스라는 괴생명체와 싸운다. 성우는 일본판으로 타카모리 나오,북미판으로 로라 베일리.

### 에그맨 네가
에그맨 네가는 실버 더 헤지호그가 살고 있는 미래 세계에 거주하고 있는 닥터 에그맨의 후손으로, 소닉 러쉬에서 처음으로 등장한다.
에그맨과 달리 말투가 공손하다. 성우는 일본판으로 故 오오츠카 치카오,북미판으로 마이크 폴록.

### 바빌론 루즈
젯 더 호크, 웨이브 더 스왈로우, 스톰 더 알바트로스로 이루어진 도적단이다. 소닉 라이더즈 시리즈에서는 항상 등장하여 팀 소닉의 라이벌로 나온다.

#### 젯 더 호크
젯 더 호크는 의인화된 독수리로, 소닉 라이더즈에서 나와 그가 익스트림 기어(공기에 의해 추진되는 호버크래프트로 스케이트 보드, 오토바이, 롤러 블레이드의 형태로 있다.) 에 경험이 없다는 이유로 조롱하며 소닉을 "가장 빠른 생명체"로 인정하지 않으면서 라이벌 의식을 나타낸다. 나중에, 소닉이 경주에서 젯을 이기고 나면 그들은 더 친한 사이가 되지만 여전히 경주 라이벌로 있게 된다. 제트는 결국 소닉을 가장 빠르다고 인정하지만, 다음에 만나게 될때는 조심하라고 경고한다. 성우는 일본판으로 키시오 다이스케,북미판으로 마이클 유르차크.

#### 웨이브 더 스왈로우
웨이브 더 스왈로우는 의인화된 제비로, 소닉 라이더즈에서 나온다. 바빌론 루즈의 메카닉을 맡고 있으며 바빌론 루즈의 익스트림 기어는 그녀의 손에서 만들어졌다. 월드 그랑프리에서 소닉의 익스트림 기어를 폭파시켜 젯이 이기게 만들었다. 성우는 일본판으로 나카무라 치에,북미판으로 케이트 히긴스.

#### 스톰 더 알바트로스
스톰 더 알바트로스는 의인화된 알바트로스로, 소닉 라이더즈에서 나온다. 젯에게 충성스럽다. 몸집이 크지만 그의 공중 트릭은 아주 경쾌하다. 성우는 일본판으로 노무라 켄지,북미판으로 트레비스 월링헴.

### 실버 더 헤지호그
실버 더 헤지호그는 소닉 더 헤지호그(2006)에서 나온 캐릭터이다. 소닉 라이벌즈 시리즈, 마리오와 소닉 베이징 올림픽과 마리오와 소닉 밴쿠버 동계올림픽 등등 여러 게임에 등장했으며, 소닉 더 헤지호그:넥스트 제너레이션라는 게임에서는 초능력(염력)을 가진 캐릭터로 등장을 한다.(데뷔작에서도 그랬지만.) 그는 '섀도우'처럼 미스테리한 과거를 갖고 있다. 그는 누군가를 지켜야 한다는 것은 알지만, 누구인지는 모른다. 세가 스탭들과의 대화와 동영상 등에 따르면 '실버 더 헤지혹'의 컨셉은 '드레곤 볼 Z'에서 따온 것이라 하고,초반 당시의 이름은 '베니스 더 밍크스'였다. 그는 미래에서 왔으며 '이블리스 트리거'라고 불리는 자가 거대한 재앙을 초래하는 것을 블레이즈와 같이 막으려고 한다는 것이다. 게임 스토리 초반에서 메필레스 더 다크가 실버에게 '소닉'을 '이블리스 트리거'라고 소개해서 둘 사이를 이간질해 실버와 소닉이 서로 싸우게 만든다. 실버는 소닉과의 두 번째 싸움에 섀도우가 개입하면서 섀도우와도 맞붙게 된다. 섀도우는 실버에게 '이블리스'와 '메필레스'의 탄생에 대한 진실을 알려주고, 과거로 가서 실버와 같이 이블리스와 메필레스를 제거한다. 이후, 실버는 엘리스 공주를 구하려는 소닉을 도왔다. 소닉과 섀도우는 원래 실버의 적이었지만 나중에는 동료 관계로 바뀐 셈이다.
성우는 일본판으로 오노 다이스케,북미판으로 퀸턴 플린.

### 오봇과 큐봇
에그맨의 뒷바라지를 하고 있는 로봇. 오봇은 소닉 언리쉬드에서 처음 등장했을 때에는 흰색이었으나 소닉 컬러즈에서부터 빨간색으로 바뀐다. 에그맨의 부하이기는 하나 에그맨보다는 소닉에게 더 우호적이다. 성우는 일본판으로 이와타 미츠오,북미판으로 커크 손턴. 큐봇은 소닉 컬러즈에서 처음 등장했으며 음성 장치에 오류가 나 후에 소닉 로스트 월드에서 테일즈에게 수리를 받는다. 성우는 일본판으로 타카기 와타루,북미판으로 윌리 윙거트.

### 메필레스 더 다크
메필레스 더 다크는 소닉 더 헤지호그의 등장인물이며 섀도 에피소드의 최종보스인 고슴도치 형태의 의인화된 등장인물이다. 일본판 성우는 사카즈메 타카유키(坂詰 貴之)이고, 북미판은 댄 그린이다.